# E263号線
E263号線(E263ごうせん、英: European route E263) は、欧州自動車道路のBクラス幹線道路。全線がエストニア国内にあり、タリンとLuhamaaを結ぶ。

## 経路
ほぼ全線がエストニア国道2号線となっている。
- エストニア
  - E20号線、E67号線、E265号線 – タリン
  - E264号線 – タルトゥ
  - E77号線 – Luhamaa